# Зекири, Анди
Анди Зекири (фр. Andi Zeqiri; родился 22 июня 1999) — швейцарский футболист, нападающий бельгийского клуба «Генк» и сборной Швейцарии.

## Клубная карьера
В возрасте 9 лет начал тренироваться в футбольной академии клуба «Стад Лозанна Уши». Три года спустя перешёл в академию «Лозанны». 22 мая 2015 года дебютировал в основном составе «Лозанны» в матче швейцарской Челледж-лиги против клуба «Ле Монт», выйдя на замену на 71-й минуте.
30 августа 2016 года отправился в аренду в молодёжную команду «Ювентуса» до конца сезона 2016/17, в условия аренды была включена опция выкупа. Однако «Ювентус» не воспользовался опцией, и в июле 2017 года Зекири вернулся в «Лозанну».
В общей сложности он провёл за «Лозанну» 104 матча и забил 35 голов.
1 октября 2020 года Анди Зекири подписал четырёхлетний контракт с клубом английской Премьер-лиги «Брайтон энд Хоув Альбион». 20 декабря 2020 года дебютировал в основном составе «чаек» в матче Премьер-лиги против «Шеффилд Юнайтед», выйдя на замену Бену Уайту. 10 января 2021 года впервые вышел в стартовом составе «Брайтона» в матче третьего раунда Кубка Англии против «Ньюпорт Каунти».
30 августа 2021 года отправился в аренду в клуб немецкой Бундеслиги «Аугсбург» на сезон 2021/22.
2 августа 2022 года вернулся играть в Швейцарию, отправившись в аренду в «Базель» на сезон.
5 сентября 2023 года Зекири перешёл в клуб чемпионата Бельгии «Генк», подписав контракт на три сезона с опцией на дополнительный сезон. По сведениям английской прессы, сумма трансфера составила 2,4 млн фунтов стерлингов.

## Карьера в сборной
С 2013 года Зекири выступал за юношеские и молодёжные сборные Швейцарии разных возрастов (до 15, до 16, до 17, до 18, до 19, до 20 лет и до 21 года), сыграв за них более 50 матчей.
15 марта 2021 года был включён в заявку сборной Швейцарии до 21 года на матчи группового этапа молодёжного чемпионата Европы.
17 июня 2020 года отец Зекири сообщил, что его сын получил паспорт гражданина Республики Косово и занимается сбором необходимых документов для выступления за национальную сборную Косова.
1 сентября 2021 года дебютировал за главную сборную Швейцарии в товарищеском матче против сборной Греции.

## Личная жизнь
Зекири родился в Лозанне (Швейцария) в семье косовских албанцев.